# Fumihiko Sori
Fumihiko Sori (曽利文彦?, Sori Fumihiko; Osaka, 17 maggio 1964) è un regista, produttore cinematografico ed effettista giapponese.

## Filmografia

### Regista
- Ping Pong (ピンポン?, Pin Pon) (2002)
- Vexille (ベクシル 2077日本鎖国?, Bekushiru: 2077 Nihon sakoku) (2007)
- Ichi (2008)
- To - OAV (2009)
- Ashita no Joe (あしたのジョー?) (2011)
- Dragon Age: Dawn of the Seeker (ドラゴンエイジ ブラッドメイジの聖戦?, Doragon Eiji Buraddo Meiji no Seisen) (2012)
- Fullmetal Alchemist (鋼の錬金術師?, Hagane no Renkinjutsushi) (2017)
- Fullmetal Alchemist - La vendetta di Scar (2022)
- Fullmetal Alchemist - Alchimia finale (2022)

### Produttore
- Appleseed (アップルシード?, Appurushīdo), regia di Shinji Aramaki (2004)
- Dragon Age: Dawn of the Seeker (ドラゴンエイジ ブラッドメイジの聖戦?, Doragon Eiji Buraddo Meiji no Seisen) (2012)

### Supervisore agli effetti visivi
- Titanic, regia di James Cameron (1997)
- Andromedia (アンドロメディア?), regia di Takashi Miike (1998)
- Himitsu (秘密?), regia di Yōjirō Takita (1999)

### Sceneggiatore
- Vexille (ベクシル 2077日本鎖国?, Bekushiru: 2077 Nihon sakoku) (2007)
- To - OAV (2009)

### Montatore
- Vexille (ベクシル 2077日本鎖国?, Bekushiru: 2077 Nihon sakoku) (2007)